# Blue Washington
Edgar Hughes „Blue” Washington (n. 12 februarie 1898, Los Angeles, California, SUA – d. 15 septembrie 1970, Los Angeles, California, SUA) a fost un actor și jucător de baseball american.

## Cariera

### Baseball
Washington și-a început cariera profesionistă în baseball ca pitcher⁠(d) pentru echipa Chicago American Giants⁠(d) în perioada 1915-1916. A jucat pentru Kansas City Monarchs⁠(d) în 1920, fiind pe teren în 24 de meciuri din Major League Baseball.

### Actorie
În calitate de actor, a apărut în 74 de filme între 1919 și 1957. A avut cu precădere roluri minore nemenționate ca portar, barman, hamal, african nativ (în King Kong (1933) și Tarzan's Magic Fountain⁠(d) (1949)), bucătar, șofer, bucătar, șofer și sclav nubian⁠(d). O parte din personajele interpretate de acesta aveau nume precum  „Ulambo”, „Sambo” (sambo⁠(d)) și „Hambone”. În filmul Haunted Gold⁠(d) din 1933, acesta l-a interpretat pe Clarence, partenerul comic al lui John Wayne. A avut apariții nemenționate în lungmetrajele Nașterea unei națiuni (1915) și Pe aripile vântului (1939).

## Viața personală
Washington era fiul lui Susie Washington și avea trei frați. A devenit pugilist la vârsta de 14 ani cu numele de scenă „Kid Blue”. S-a despărțit de partenera sa Marian Lenàn când fiul lor Kenny avea doi ani.
A primit porecla „Blue” (albastru) din partea regizorului de film Frank Capra în copilărie. Fiul lui Washington, Kenny Washington⁠(d), un sportiv remarcabil al UCLA, unde a fost coechipier cu Jackie Robinson, a spart bariera de culoare în Liga Națională de Fotbal în 1946.

## Filmografie
- Haunted Spooks (1920, Short) - Butler (debut) (nemenționat)
- A Virginia Courtship (1921)
- The Blood Ship (1927)
- By Whose Hand? (1927) - Eli
- The Haunted Ship (1927) - Mose
- The Smart Set (1928) - Polo Fan (nemenționat)
- Wyoming (1928) - Mose
- Ransom (1928) - Oliver
- Beggars of Life (1928) - Black Mose
- Do Your Duty (1928) - Dude Jackson
- The Passion Song (1928) - Ulambo
- The Phantom City (1928) - 'Blue'
- Weary River (1929) - Prisoner in Bathtub (nemenționat)
- Black Magic (1929) - Unit
- Hallelujah (1929) - Church Member (nemenționat)
- Rio Rita (1929) - Fremont Bank Robber (nemenționat)
- Welcome Danger (1929) - Thorne's Black Henchman (nemenționat)
- Parade of the West (1930) - Sambo
- Lucky Larkin (1930) - Hambone
- Mountain Justice (1930) - Mose (nemenționat)
- The Cohens and the Kellys in Africa (1930) - Native Golf Champion (nemenționat)
- Desert Vengeance (1931) - Train Porter (nemenționat)
- Kiki (1931) (nemenționat)
- Guilty Hands (1931) - Johnny (nemenționat)
- Haunted Gold (1932) - Clarence
- King Kong (1933) - Warrior (nemenționat)
- King of the Arena (1933) - Sambo (nemenționat)
- Her Bodyguard (1933) - Chauffeur (nemenționat)
- One Year Later (1933) - Train Porter (nemenționat)
- Goodbye Love (1933) - Jail Steward (nemenționat)
- Roman Scandals (1933) - Litter Bearer (nemenționat)
- Belle of the Nineties (1934) - Doorman at Sensation House (nemenționat)
- Menace (1934) - Kenya Manservant (nemenționat)
- The Whole Town's Talking (1935) - Bank Doorman (nemenționat)
- The Crusades (1935) - One of Saladin's Guards (nemenționat)
- The Virginia Judge (1935) - 1st Black Man (nemenționat)
- Annie Oakley (1935) - Cook (nemenționat)
- Escape from Devil's Island (1935) - Convict (nemenționat)
- The Prisoner of Shark Island (1936) - Black Soldier at Prison (nemenționat)
- The Plainsman (1936) - Black Man Dropping Box (nemenționat)
- White Hunter (1936) - Minor Role (nemenționat)
- Nancy Steele Is Missing! (1937) - Convict (nemenționat)
- Souls at Sea (1937) - Ship Slave (nemenționat)
- Charlie Chan on Broadway (1937) - Doorman at Hottentot Club (nemenționat)
- Ali Baba Goes to Town (1937) - Arab (nemenționat)
- Wells Fargo (1937) - Sam - Coachman (nemenționat)
- Tarzan's Revenge (1938) - Bearer Bringing Olaf Poison Darts (nemenționat)
- Over the Wall (1938) - Convict Playing Guitar (nemenționat)
- Too Hot to Handle (1938) - Native (nemenționat)
- The Cowboy and the Lady (1938) - Dock Worker (nemenționat)
- Kentucky (1938) - Bill (nemenționat)
- Charlie Chan in Honolulu (1939) - Crewman (nemenționat)
- Twelve Crowded Hours (1939) - First Bartender (nemenționat)
- Rose of Washington Square (1939) - Prisoner (nemenționat)
- Charlie Chan in Reno (1939) - Man in Line-Up (nemenționat)
- Way Down South (1939) - Slave (nemenționat)
- Gone with the Wind (1939) - Renegade's Companion (nemenționat)
- The Light That Failed (1939) - Bit Part (nemenționat)
- The Long Voyage Home (1940) - Black Cook on Glencairn (nemenționat)
- A Girl, a Guy and a Gob (1941) - Opera House Doorman (nemenționat)
- Sundown (1941) - -kari Veteran (nemenționat)
- Lady for a Night (1942) - Man Sitting Next to Chloe (nemenționat)
- Law of the Jungle (1942) - Native (nemenționat)
- Drums of the Congo (1942) - Native Bearer (nemenționat)
- It Happened in Flatbush (1942) - Courtroom Spectator (nemenționat)
- Tales of Manhattan (1942) - Shantytown Man (Robeson sequence) (nemenționat)
- Road to Morocco (1942) - Nubian Slave (nemenționat)
- To the Ends of the Earth (1948) - Binda Sha Henchman (nemenționat)
- Tarzan's Magic Fountain (1949) - Native Bearer (nemenționat)
- Africa Screams (1949) - Native (nemenționat)
- Bomba, the Jungle Boy (1949) - Native Bearer (nemenționat)
- Pinky (1949) - Minor Role (nemenționat)
- Tarzan and the Slave Girl (1950) - Randini Bearer Shot by Arrow (nemenționat)
- I Was a Communist for the FBI (1951) - Black Man at Union Meeting (nemenționat)
- Angels in the Outfield (1951) - Doorman (nemenționat)
- Golden Girl (1951) - Lola's Coachman (nemenționat)
- Stars and Stripes Forever (1952) - Crowd Spectator (nemenționat)
- Siren of Bagdad (1953) - Palace Servant (nemenționat)
- The Kid from Left Field (1953) - Train Station Porter (nemenționat)
- The Wings of Eagles (1957) - Bartender at Officer's Club (nemenționat)
- The Hustler (1961) - Limping Attendant at Ames Billiards (film final) (nemenționat)